# Gudlav Bilderskolan

Gudlav Bilderskolan är en gymnasieskola i Sollefteå kommun som invigdes 1971. Skolan har fått sitt namn efter Gudlav Bilder, en verksam kolonisatör som 1337 utfärdade ett testamente på latin: I Herrens Namn Amen: Jag Gudlaws med tillnamnet Bilder, upprättar och anordnar, till själagagn för min älskade maka Rodhni, salig i åminnelse, och för mig, mitt testamente på följande sätt
Skolan står på en del av den mark som därmed testamenterades till kyrkan och har 900 elever som studerar inom kommunens utbildningar. Därtill finns ett skidgymnasium med grenar för längdskidor, skidskytte och alpint. Till skidgymnasiet är det riksintag.
Skolan kallades i folkmun för "hjärnblödningen" eller  "Rehnmarks hjärnblödning" (efter den tidens stadsarkitekt Erik Gunnar Rehnmark) när den byggts, på grund av sin starka rödorange färg, som nu dock har bleknat en del. Inom skolans område finns två konstverk signerade Atti Johansson. Dels en vägg med en tavla där människan är konstruerad som en maskin, dels de blyertspennor, gjutna i betong, som pryder skolgården.